# Kazo, Saitama
Kazo (加須市 Kazo-shi) là một thành phố thuộc tỉnh Saitama, Nhật Bản.